# قلدره علیا
قلدره علیا، روستایی از توابع بخش مرکزی شهرستان تکاب در استان آذربایجان غربی ایران است.

## جمعیت
این روستا در دهستان کرفتو قرار دارد و براساس سرشماری مرکز آمار ایران در سال ۱۳۸۵، جمعیت آن ۴۷۹ نفر (۸۹ خانوار) بوده‌است.